# Laowowaga
Laowowaga is een bestuurslaag in het regentschap Nias Utara van de provincie Noord-Sumatra, Indonesië. Laowowaga telt 2229 inwoners (volkstelling 2010).